# 헬리 샤
헬리 샤(힌디어: हैली शाह, 1996년 1월 7일 ~ )는 인도의 배우이다.

## 특별 출연
- 사수랄 시마르 카
- 수와라 기니